# أبوسوم صغير شوكي
أبوسوم صغير شوكي (الاسم العلمي:†Microbiotherium acicula) هو نوع منقرض من الثدييات يتبع جنس الأبوسوم الصغير من فصيلة الأبوسومات الصغيرة.